# Соїч Олег Владиславович
Олег Владиславович Соїч (25 грудня 1915, село Андріївка, тепер село Желябовка Нижньогірського району Автономної Республіки Крим — 29 вересня 1975, місто Харків) — український радянський діяч, машинобудівник, директор Харківського заводу транспортного машинобудування імені Малишева. Депутат Верховної Ради СРСР 6—9-го скликань. Член ЦК КПУ в 1961—1975 р.

## Життєпис
Народився в селянській родині[уточнити]. Трудову діяльність розпочав у 1930 році робітником ковальського цеху Першотравневого заводу сільськогосподарських машин у місті Бердянську.
У 1934 закінчив Бердянський індустріальний технікум.
У 1934—1938 роках — майстер дільниці, начальник зміни, заступник начальника цеху Крюківського вагонобудівного заводу.
У 1938—1941 роках — начальник конструкторського бюро, начальник ремонтно-механічного цеху Брянського машинобудівного заводу РРФСР. З 1938 року вчився на вечірньому відділенні Брянського машинобудівного інституту.
У 1941—1942 роках — головний механік Енгельсівського машинобудівного заводу РРФСР.
У 1942—1950 роках — начальник ковальського цеху, головний механік, начальник виробництва, 1-й заступник головного інженера Третього державного підшипникового заводу в місті Саратові.
Член ВКП(б) з 1945 року.
У 1950 році закінчив Саратовський автомобільно-дорожній інститут.
У 1950—1955 роках — головний інженер Харківського восьмого державного підшипникового заводу.
У 1955—1960 роках — директор Харківського восьмого державного підшипникового заводу.
У серпні 1960 — грудні 1962 року — голова Ради народного господарства (раднаргоспу) Харківського економічного адміністративного району. У грудні 1962 — жовтні 1965 року — голова Ради народного господарства Харківського економічного району.
У грудні 1965 — 29 вересня 1975 року — директор Харківського заводу транспортного машинобудування імені Малишева.

## Нагороди
- орден Леніна
- орден Трудового Червоного Прапора (.12.1965)
- орден «Знак Пошани» (1943)
- медалі